# Fritz Wotruba

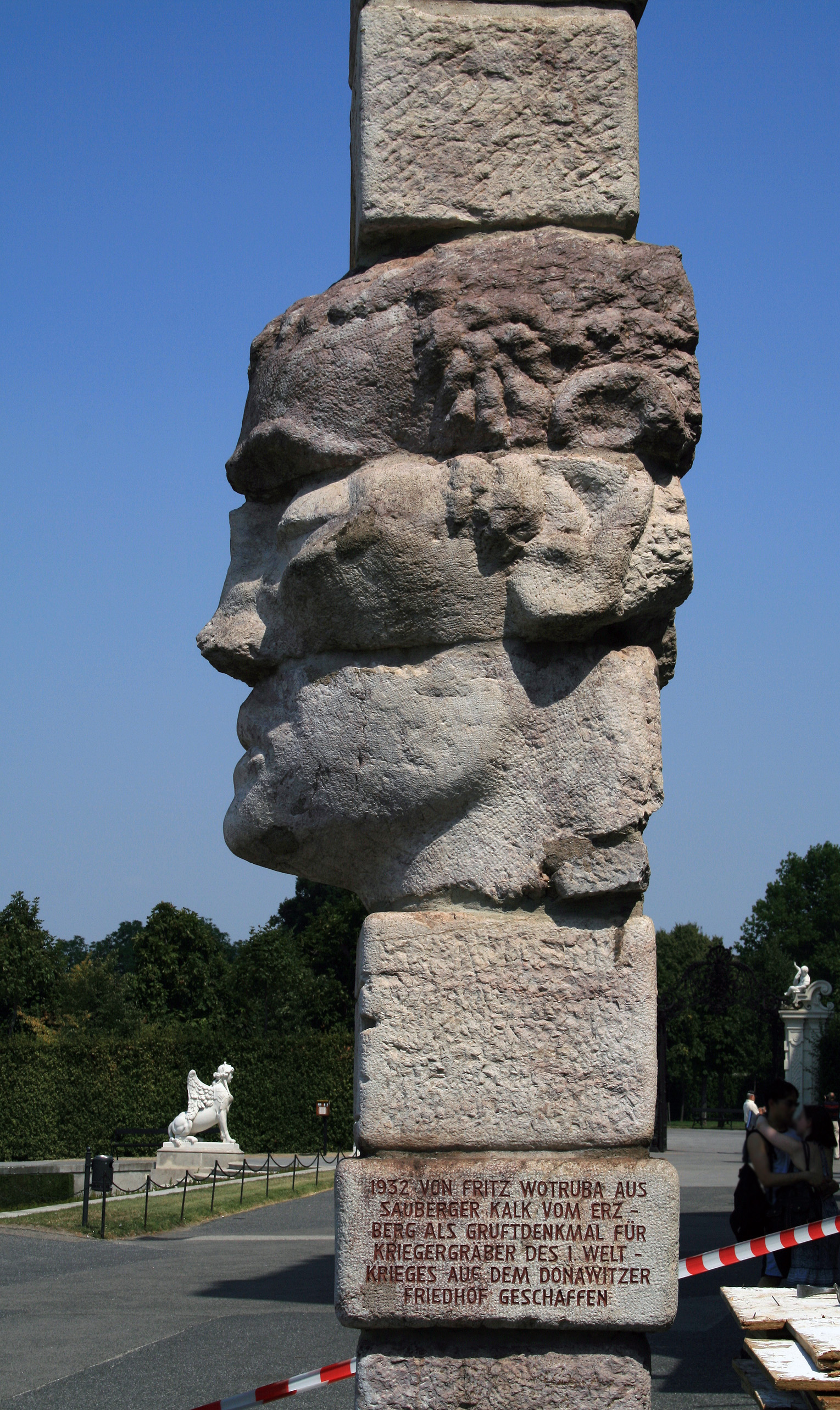
Monument: „Mensch, verdamme den Krieg“ (1932), Pestalozzi-Park, Leoben

Fritz Wotruba (Wenen, 23 april 1907 – aldaar, 28 augustus 1975) was een Oostenrijkse beeldhouwer.
Hij geldt als een der belangrijkste Oostenrijkse beeldhouwers van de twintigste eeuw en wordt gezien als de kunstenaar die na de Tweede Wereldoorlog de culturele banden tussen Oostenrijk en Europa weer aanhaalde.

## Leven en werk
Fritz Wotruba werd in 1907, als de jongste in een gezin met acht kinderen, geboren. Zijn ouders waren respectievelijk afkomstig uit Bohemen en Hongarije.
Tussen 1921 en 1925 werd hij opgeleid tot graveur in de Graveur- und Stanzenwerkstätte van Josef Schantin in Wenen, waarna hij van februari tot de zomer van 1926 nog een avondcursus naaktmodeltekenen volgde aan de kunstnijverheidsschool van het Museum für Kunst und Industrie. Van 1926 tot 1928 studeerde Wotruba beeldhouwen bij Anton Hanak en hij kreeg eind 1928 een stipendium van de Gesellschaft zur Förderung moderner Kunst in Wien, de Arbeiterkammer en de stad Wenen. In Hanaks klas leerde hij Marian Fleck (1905-1951) uit Düsseldorf kennen, de dochter van een joodse koopman. Hij trad met haar op 27 december 1929 in Wenen in het huwelijk. In 1931 had Wotruba een solotentoonstelling in het Museum Folkwang in Essen en in 1932 in Galerie Wurtle in Wenen.
Van 1938 tot 1945 leefde hij in exil in Zug, Zwitserland. Terug in zijn geboortestad Wenen in 1945, werd hij aangesteld als hoogleraar aan de Academie van beeldende kunsten in Wenen. In de jaren 1948 en 1952 vertegenwoordigde hij Oostenrijk op de Biënnale van Venetië. Fritz Wotruba was diverse keren deelnemer aan de documenta in Kassel: II in 1959, III in 1964 en postuum VI in 1977. Hij had een overzichtstentoonstelling in het Haus der Kunst in München in 1967.
In zijn beeldhouwwerken werden de figuratieve elementen langzamerhand vervangen door de geometrische abstractie met de kubus, de cilinder en de rechthoek als basisvormen. Desondanks liet hij niet toe dat zijn werk werd bestempeld als "postkubisme".
In 1955 werd hij met de Grote Oostenrijkse Staatsprijs onderscheiden.

## Werken
Zijn grootste project, waaraan hij tot zijn dood heeft gewerkt, was het ontwerp en de bouw van de kerk „Zur Heiligsten Dreifaltigkeit“ in Wenen-Mauer, beter bekend als de Wotrubakirche. De voltooiing van de bouw in 1976 heeft hij niet meer mogen meemaken.
Veel van zijn beelden zijn te zien in de parken van Wenen. Voor de Hofkirche Bruchsal heeft Wotruba een crucifix gecreëerd en hij heeft de altaarruimte kunstzinnig vormgegeven.
Het beeld liggende jongeling wordt geëxposeerd in de Albertina (Wenen).
Vier beelden bevinden zich in het Beeldenpark van het Kröller-Müller Museum in Otterlo:
1. Stehende Frau (1947)
2. Hockende Figur (1950-1951)
3. Stehende Figur (1958-1959)
4. Relief (1960)

Zijn nalatenschap bestaat uit ongeveer 400 sculpturen, 2.500 tekeningen en 1.500 stuks grafiek.
Wotruba ligt begraven op het Zentralfriedhof in Wenen.

## Fotogalerij

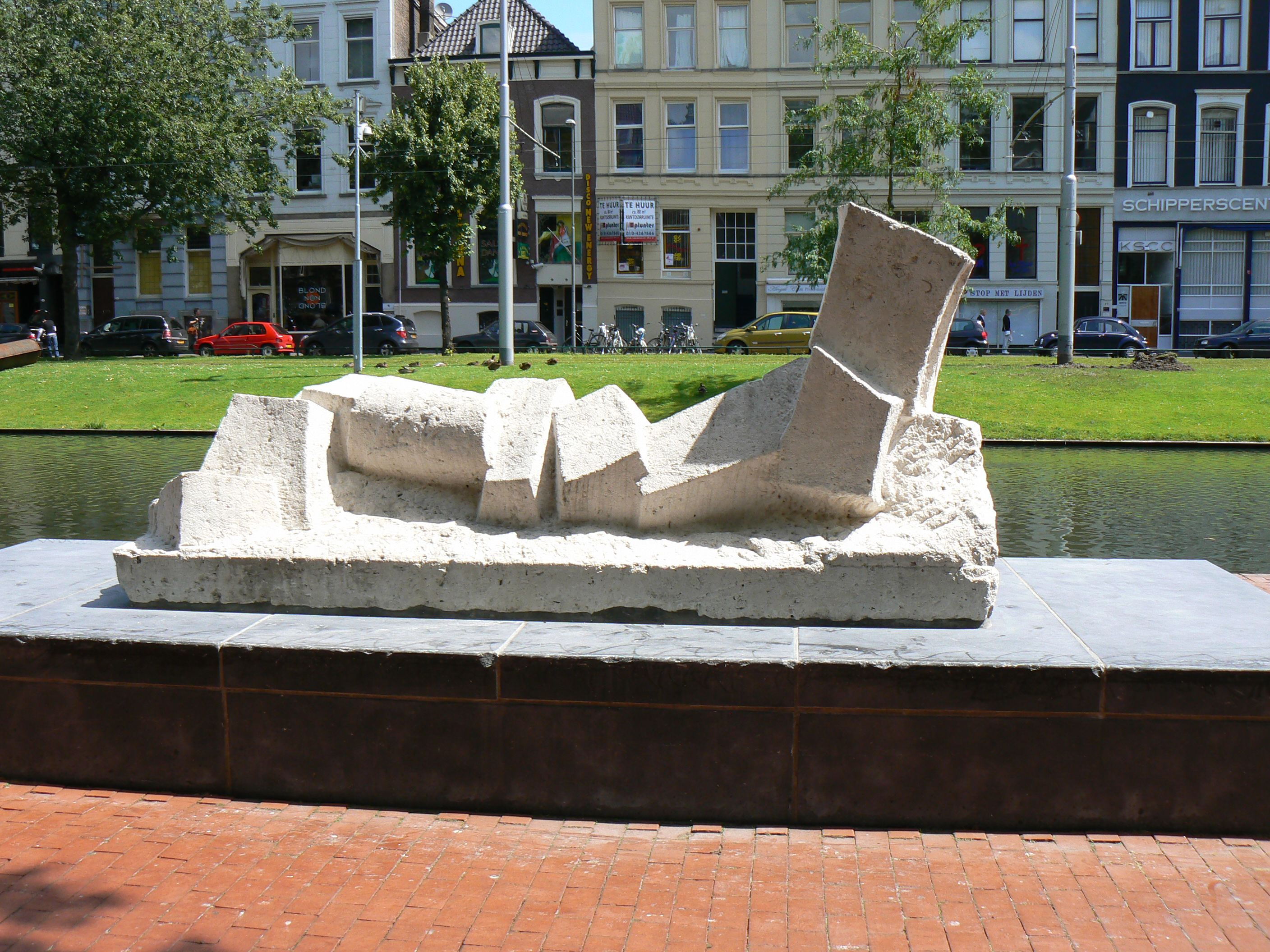
Liggende figuur, Rotterdam
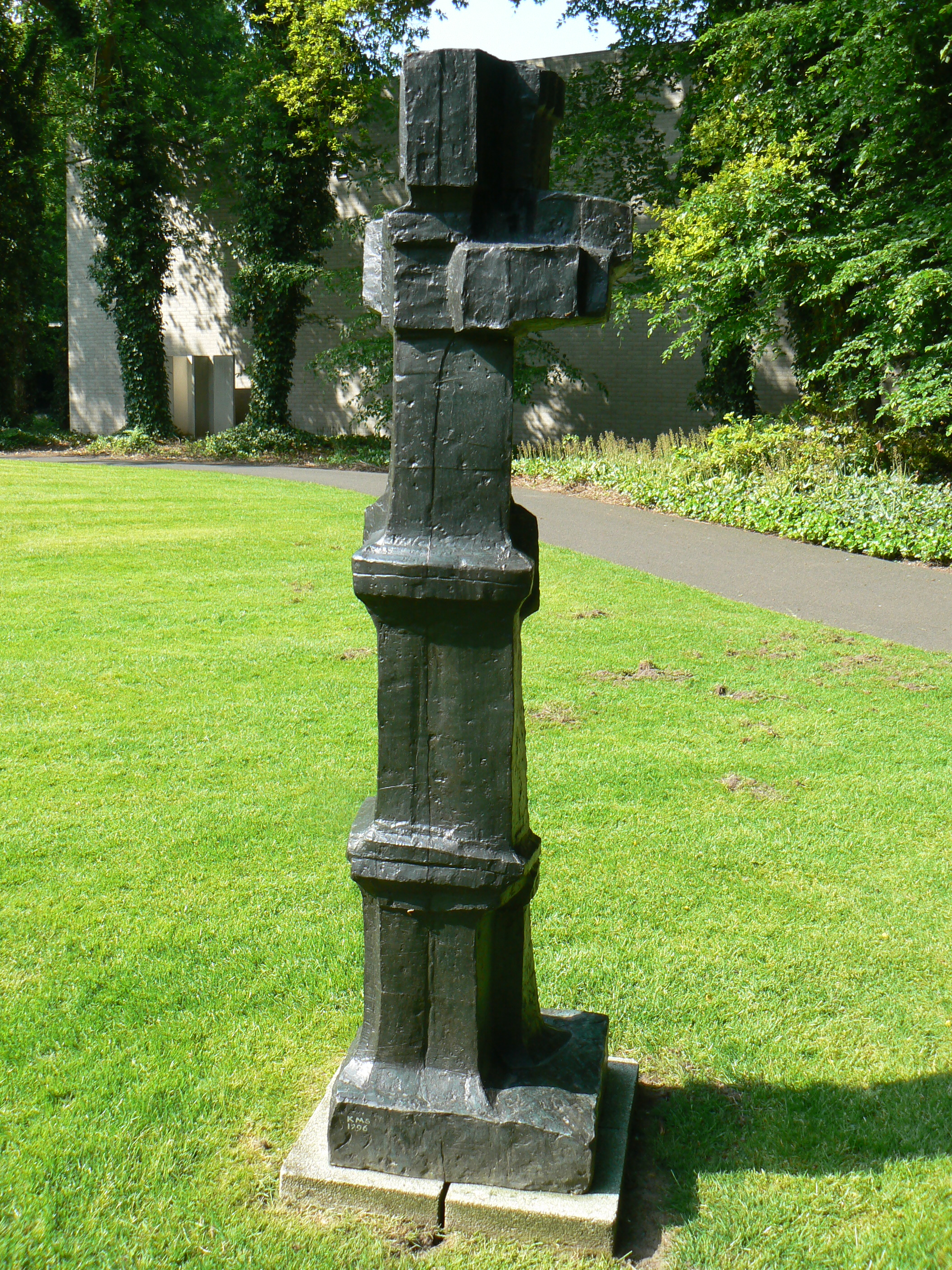
Stehende Figur, beeldenpark van het Kröller-Müller Museum
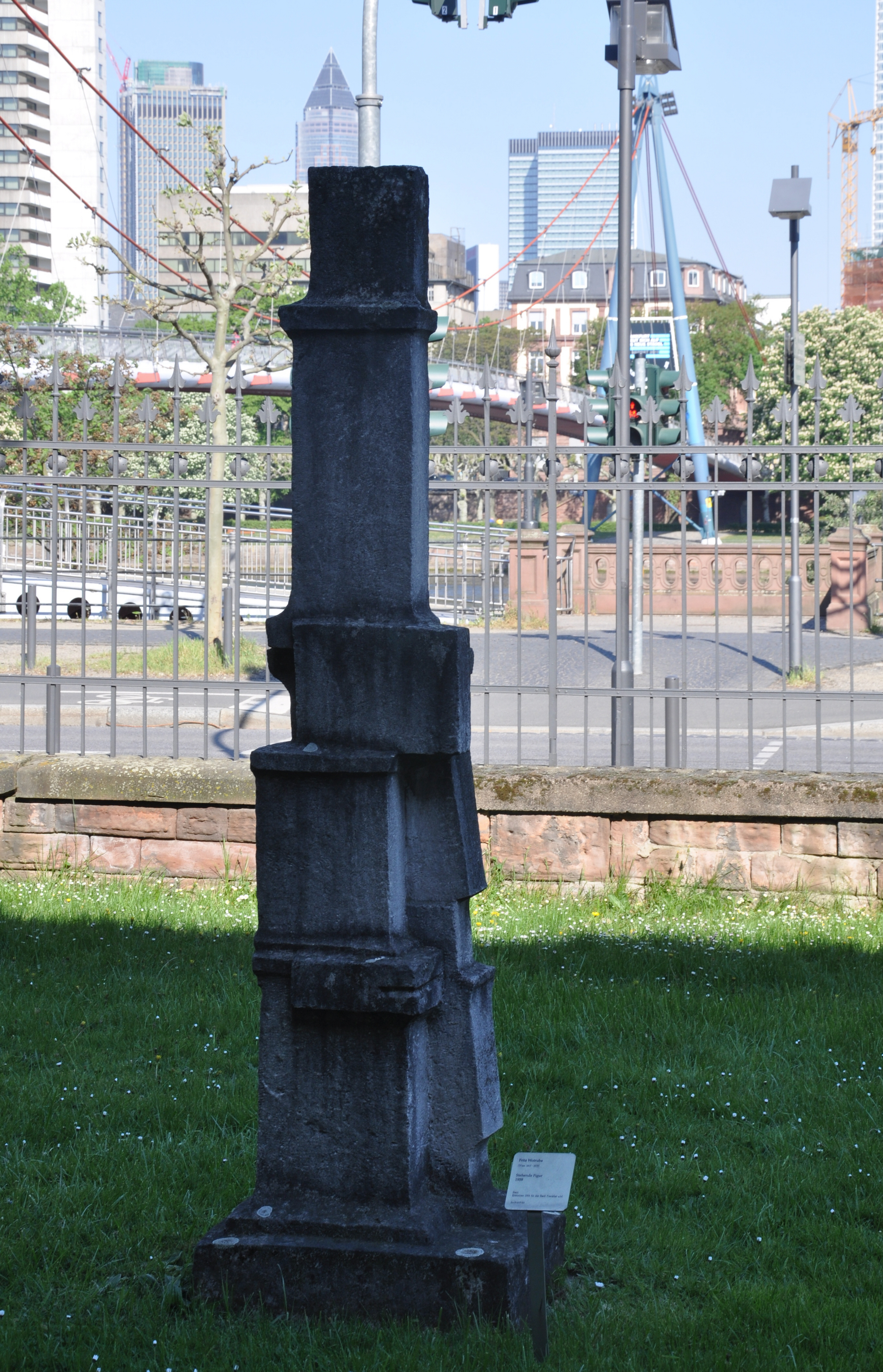
Stehende Figur, Beeldenpark van het Städel Museum
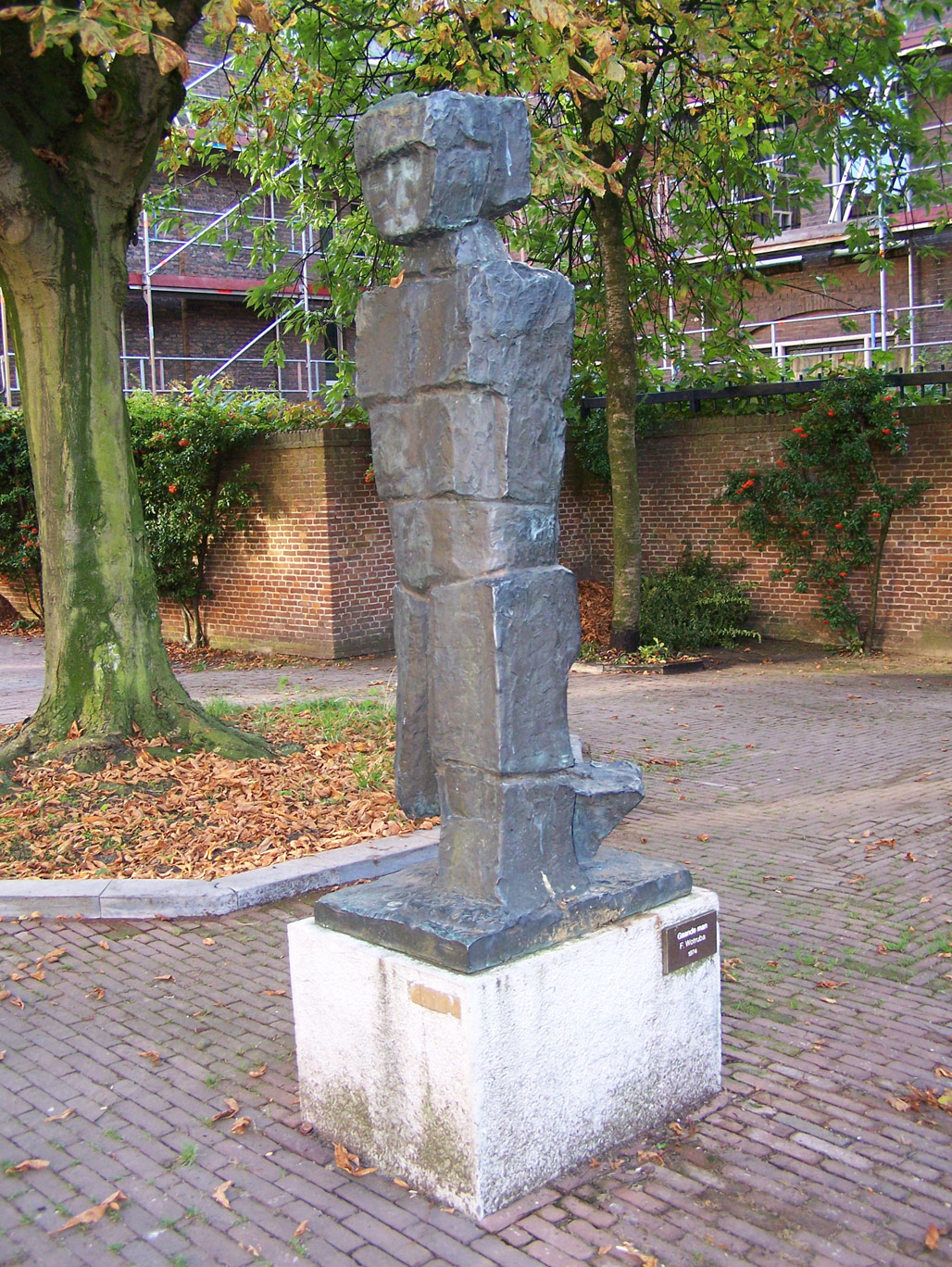
Gaande Man, Utrecht

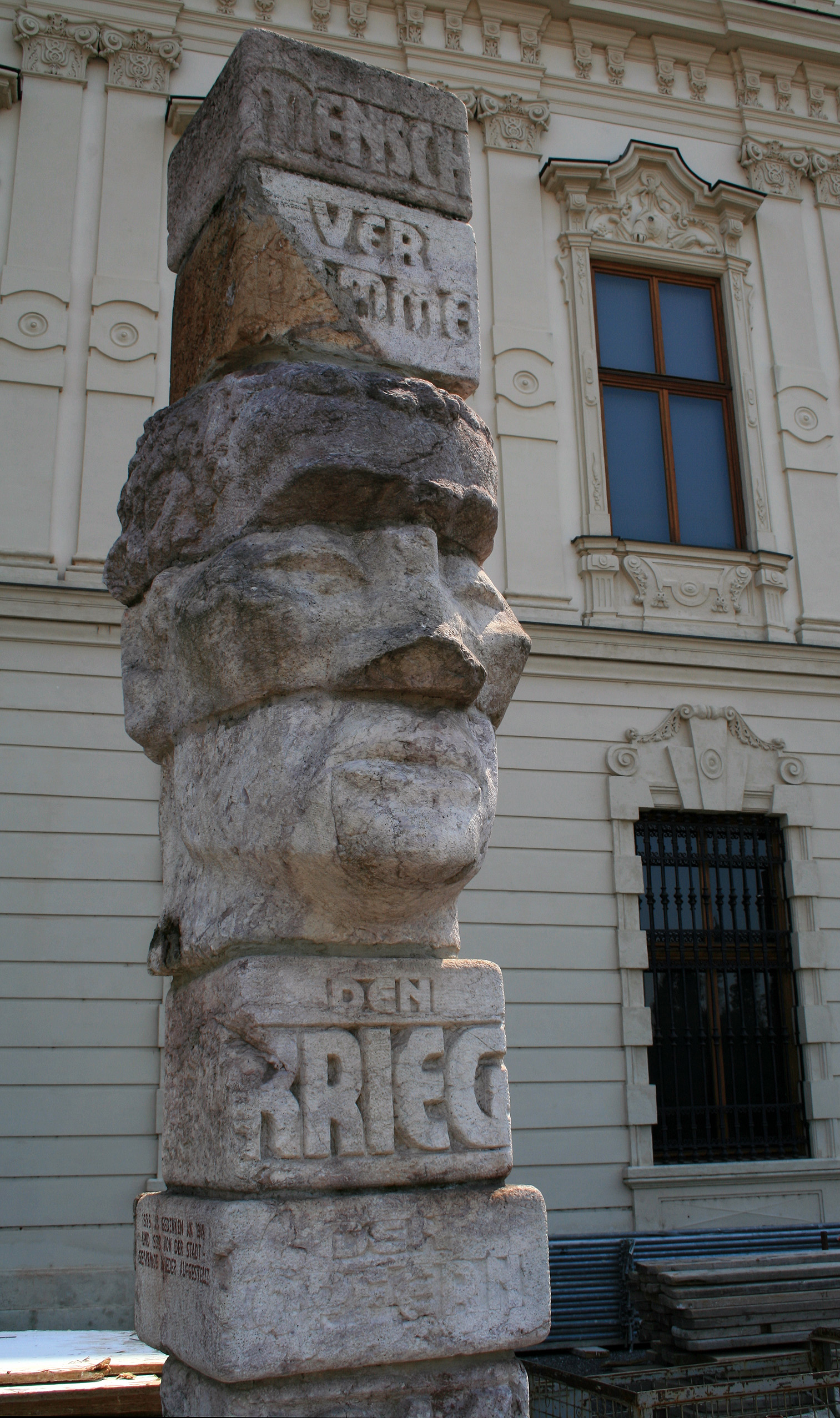
Mensch, verdamme den Krieg, Wenen
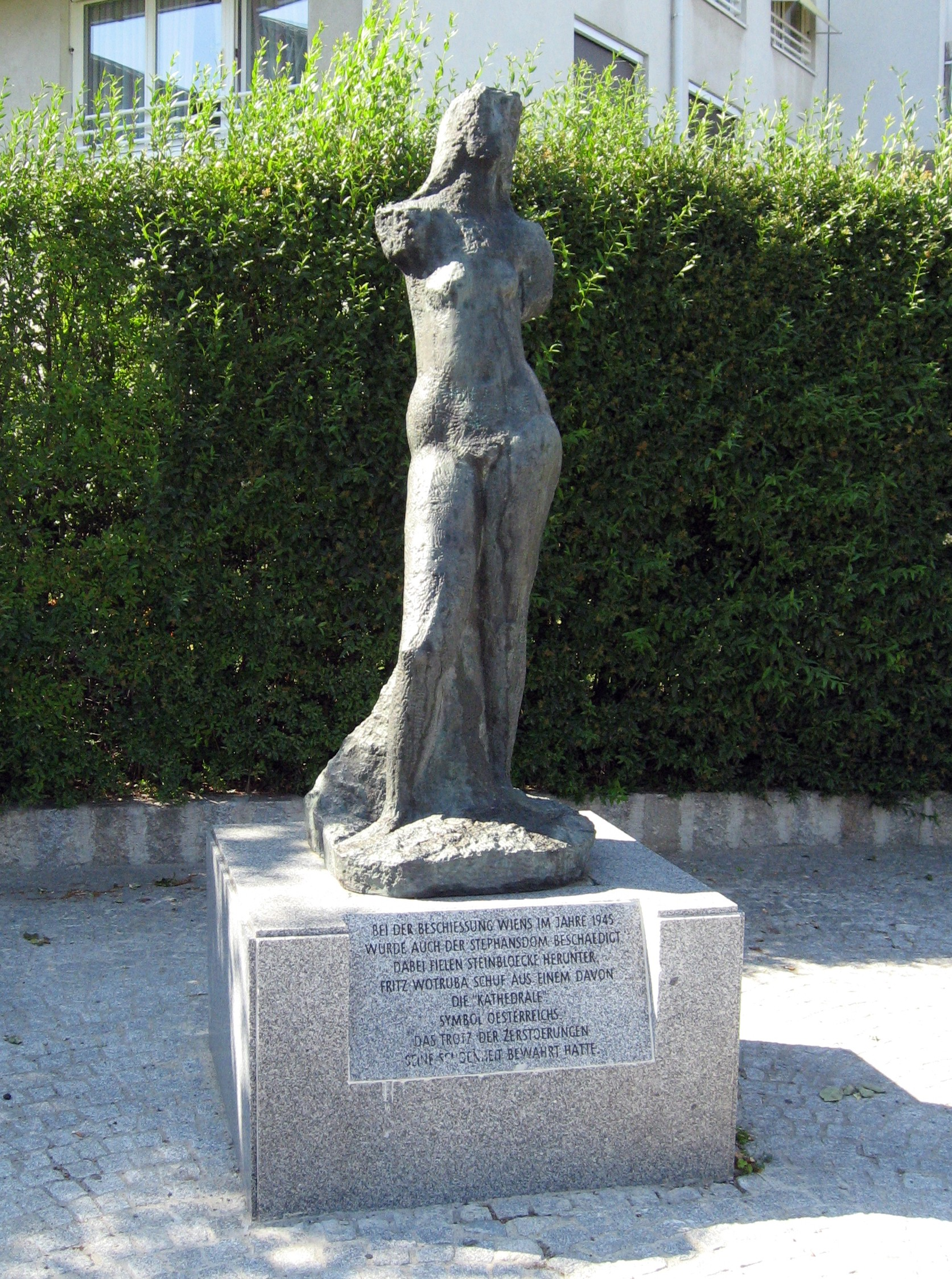
Denkmal Kathedrale, Wenen-Donaustadt
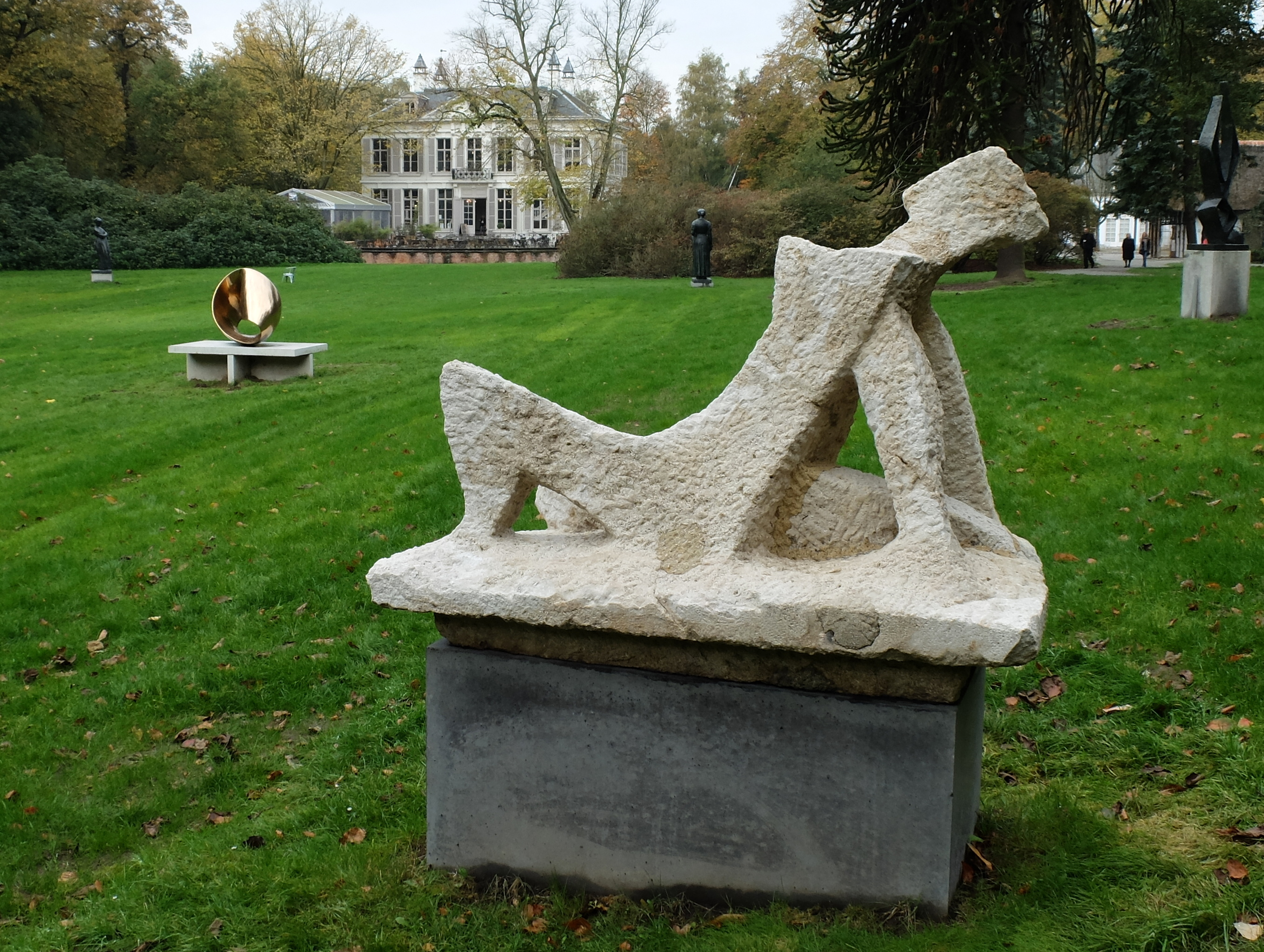
Frauliche Felsen, Middelheimmuseum
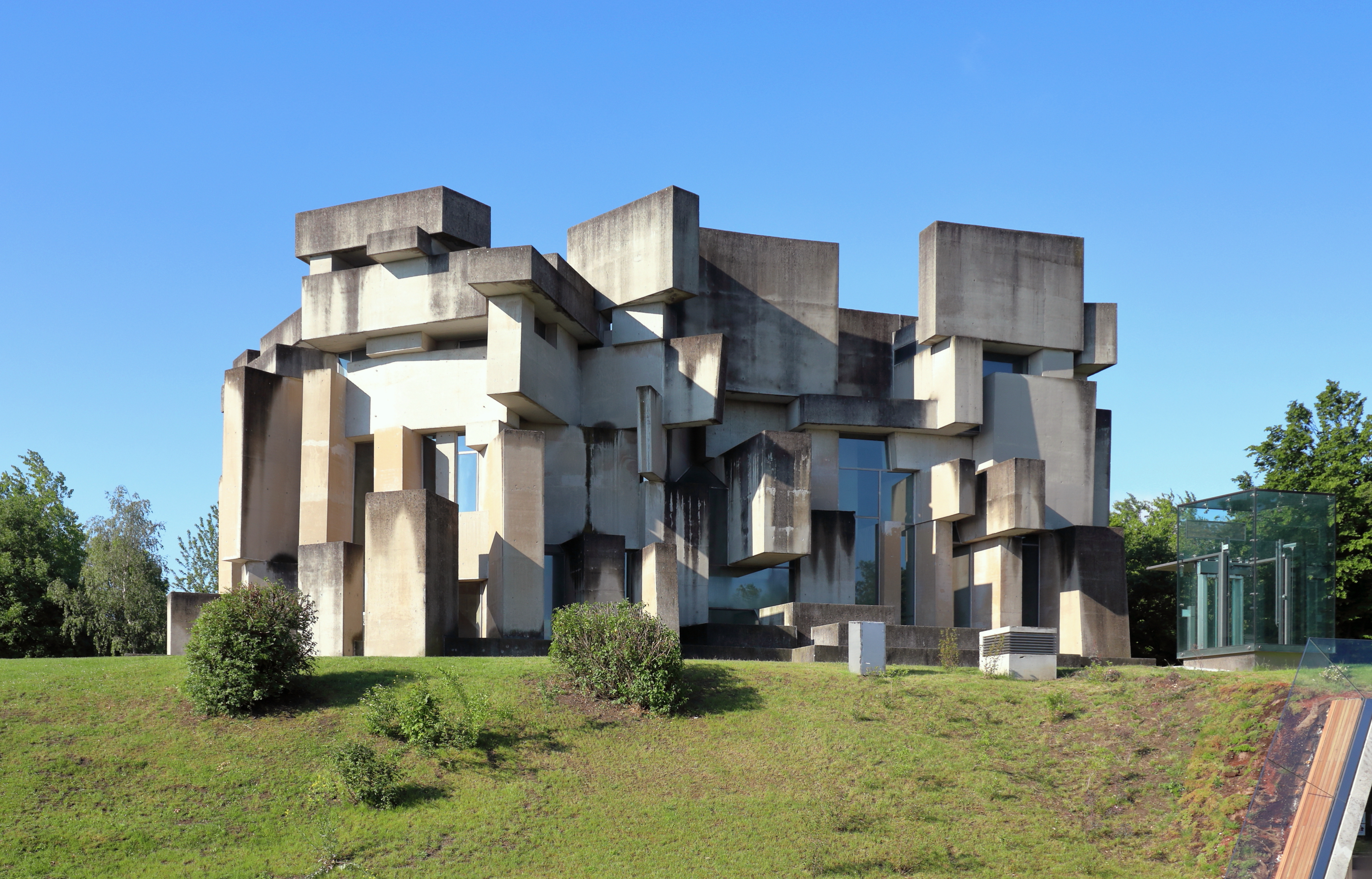
Zur Heiligsten Dreifaltigkeit, kerk in Wenen-Mauer